# Straßenbahn Chabarowsk
Die Straßenbahn Chabarowsk ist ein Straßenbahnbetrieb der ostsibirischen Stadt Chabarowsk. Sie befährt ein 1.524-mm-Breitspurnetz und nahm am 5. November 1956 ihren Betrieb auf.
Der Bau des Netzes wurde bereits 1951 begonnen. Entsprechend der Ausdehnung der Stadt liegt das Netz östlich des Amur und wird von sechs Linien betrieben. Zur Zeit ihrer größten Ausdehnung verkehrten sieben Linien in der Stadt. 

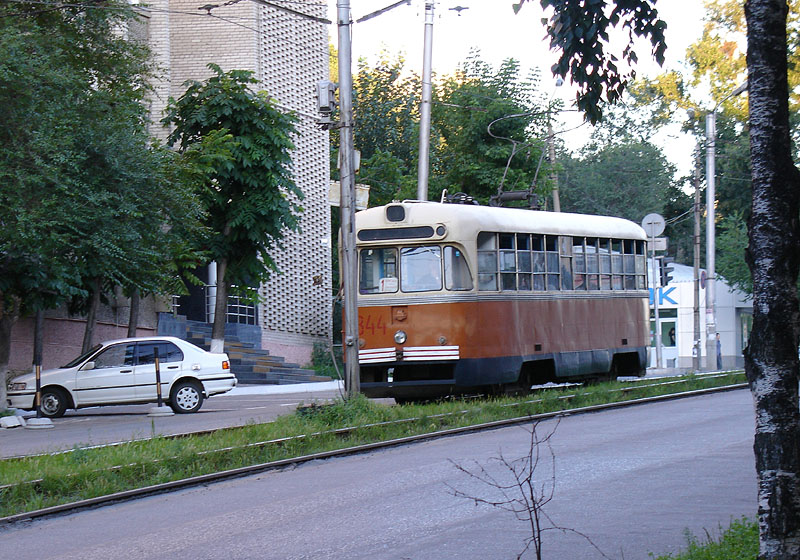
Der älteste heute noch eingesetzte Wagentyp ist der RWZ-6, hier Nr. 344 (Baujahr 1982) im Jahre 2006

## Fahrzeuge
Es sind ausschließlich Triebwagen vorhanden. Auf dem Netz werden 78 Fahrzeuge eingesetzt, die sich wie folgt unterteilen (Stand 2015):
- 19 Wagen EBO-6M2 bzw. RWZ-6 (Nr. 136–171, 322–344 mit Lücken, Baujahr 1975 bis 1982)
- 22 Wagen 71-605 bzw. KTM-5 (Nr. 352–389 mit Lücken, Baujahr 1986 bis 1991)
- 11 Wagen 71-608 bzw. KTM-8 (Nr. 300–312 mit Lücken, 393, 395, Baujahr 1992 bis 1993)
- 1 Wagen 71-132 bzw. LM-93 (Nr. 126, Baujahr 1995)
- 1 Wagen 71-608KM bzw. KTM-8M (Nr. 398, Baujahr 1997)
- 1 Wagen LM-99K (Nr. 100, Baujahr 2006)
- 10 Wagen LM-99AVN (Nr. 101–110, Baujahr 2008)
- 13 Wagen 71-623 bzw. KTM-23 (Nr. 111–125 ohne 113 und 118, Baujahr 2010 bis 2015)

Hinzu kommen (Stand: 2012 oder älter) 16 Betriebsfahrzeuge, darunter sechs Schneepflüge.